# Mariano Buxó Martín
Mariano Buxó Martín (Olmedo, c. 1886) va ser un militar espanyol. Militar professional, pertanyia a l'arma de cavalleria. Va arribar a participar en la Guerra del Rif, on va tenir una actuació destacada.
Després de l'esclat de la guerra civil es va mantenir fidel a la República. Va participar en l'ofensiva de Saragossa al capdavant de la 4a Brigada autònoma de cavalleria., L'abril del 1938 va assumir el comandament de la 72a Divisió,integrada en el XVIII Cos d'Exèrcit. Va arribar aconseguir el rang de tinent coronel. Més endavant va manar el XXIV Cos d'Exèrcit, amb el qual va intervenir en la campanya de Catalunya. Al final de la contesa va passar a l'exili. Posteriorment es traslladaria a Mèxic, junt a d'altres militars republicans.